# 파루현

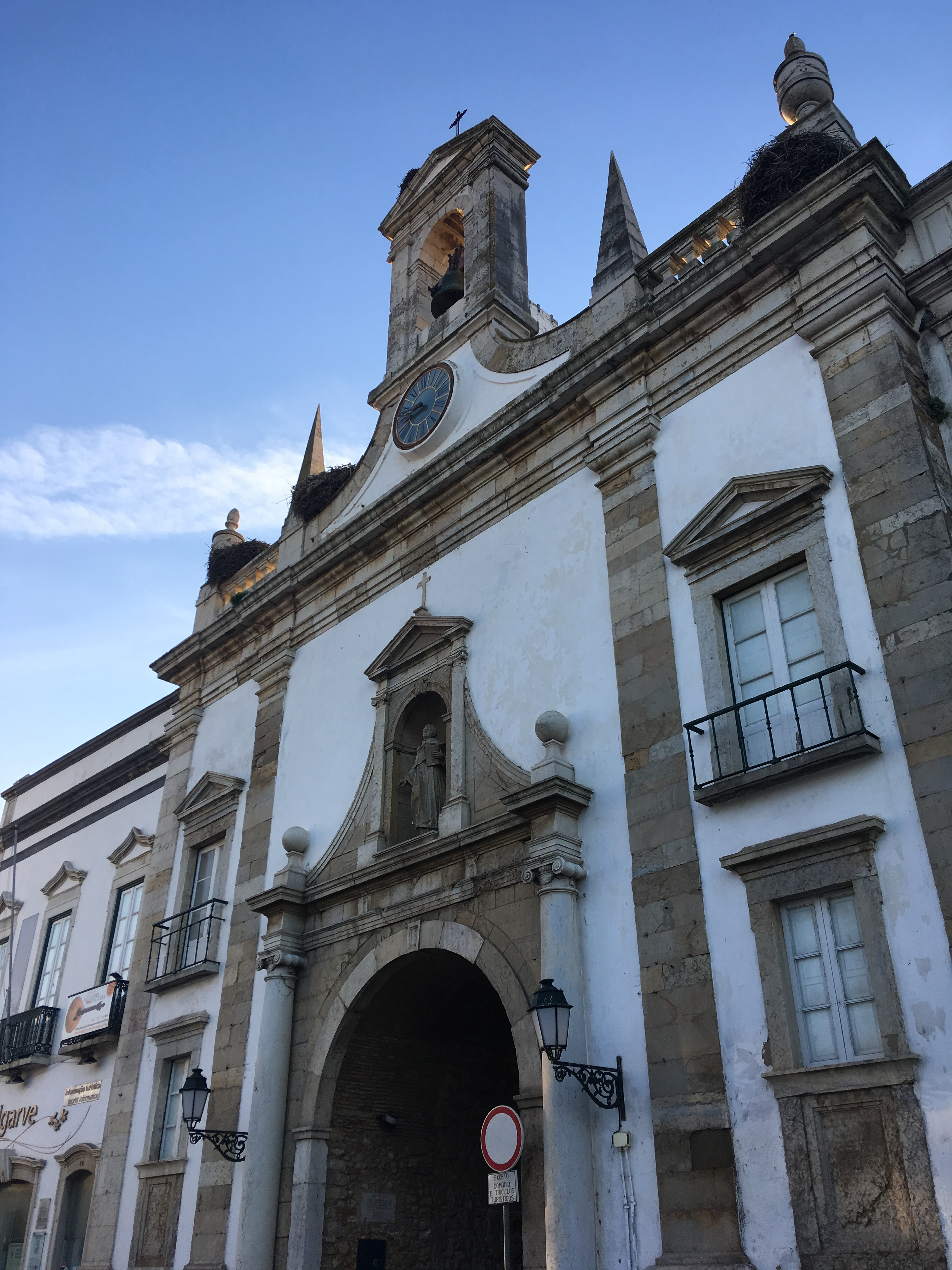

파루현(포르투갈어: Distrito de Faro 디스트리투 드 파루[*], IPA: [ˈfaɾu])은 포르투갈 남부 알가르브 지방에 위치한 포르투갈의 현이다. 현도는 파루 시다. 바르톨로뮤 디아스가 이곳 출신이다.

## 자치단체
파루 현은 16개 자치단체로 이뤄져 있다.
- 알부페이라 (Albufeira)
- 알코팅 (Alcoutim)
- 알제주르 (Aljezur)
- 카스트루마링 (Castro Marim)
- 파루 (Faro)
- 라고아 (Lagoa)
- 라구스 (Lagos)
- 롤레 (Loulé)
- 몬시크 (Monchique)
- 올량 (Olhão)
- 포르티망 (Portimão)
- 상브라스드알포르텔 (São Brás de Alportel)
- 실베스 (Silves)
- 타비라 (Tavira)
- 빌라두비스푸 (Vila do Bispo)
- 빌라헤알드산투안토니우 (Vila Real de Santo António)

## 같이 보기
- 파루 (도시)
- 알가르브 지방